# Sezemice nad Loučnou
Sezemice (deutsch Sezemitz, auch Sesemitz) ist eine Stadt in Tschechien. Sie liegt sechs Kilometer nordöstlich des Stadtzentrums von Pardubice und gehört zum Okres Pardubice.

## Geographie
Sezemice befindet sich zwischen den Flüssen Elbe, Loučná und Zadní Lodrantka in deren Zusammenflussgebiet auf der Ostböhmischen Tafel. Nordwestlich erhebt sich der von der gleichnamigen Burg gekrönte Berg Kunětická hora (307 m), im Süden liegt der Vesecký kopec (238 m). Im Nordosten liegt der Teich Labská.
Nachbarorte sind Lukovna im Norden, Labská und Choteč im Nordosten, Časy und Kladina im Osten, Velké Koloděje und Malé Koloděje im Südosten, Veská und Na Hrázi im Süden, Počapelské Chalupy und Spojil im Südwesten sowie Počaply und Kunětice im Westen.

## Geschichte
Archäologische Funde weisen auf eine frühzeitliche Besiedlung hin. In Lukovná wurde eine Siedlung mit Gräberfeld vorgefunden, die der Schlesisch-Platenitzer (slezskoplatěnická kultura) und der Lausitzer Kultur zuzuordnen ist. Bei Počáply wurden Funde aus der Jungsteinzeit gemacht und eine Siedlung der La-Tène-Zeit und der Römerzeit vorgefunden. Bei Velké Koloděje gab es Funde von Bronzegegenständen. Auf dem Stadtgebiet von Sezemice wurden Gräberfelder der Aunjetitzer Kultur und Lausitzer Kultur sowie eine Siedlung aus der Lausitzer Zeit entdeckt.
Die Entstehungszeit des Ortes ist unbekannt. Der Name Sezemice deutet auf eine Gründung durch Sezema von Kostomlat auf Kostomlaty hin, der auch in der Umgebung von Pardubice große Ländereien besaß. Sezemice lag an der mittelalterlichen Handelsverbindung Trstenická stezka (Strenitzer Steig), die von hier aus der Elbniederung ihren Ursprung nimmt und entlang der Loučná nach Mähren führte. Erstmals urkundlich erwähnt wurde der Ort 1227 im Testament des Kojata IV. von Hrabischitz, der Szemice zusammen mit drei weiteren Gütern dem Zisterzienserkloster Sedlec vermachte.
Um 1265 wurde das Zisterzienserinnenkloster Sezemice gegründet. In der Zeit um 1333 brannte das Kloster ab und wenig später erlitten die Gebäude bei einem Sturm starke Schäden. Nach dem Wiederaufbau konnte das Kloster weitere Güter hinzu erlangen. Am 28. April 1421 zog ein von Jan Žižka angeführter Tross von Taboriten und Pragern vom Kloster Opatovice her nach Sezemice und eroberte das Kloster. Es wurde niedergebrannt und erlosch danach.
Die verwaiste Klosterherrschaft mit den zugehörigen Dörfern eignete sich Diviš Bořek z Miletínka an, der sie an seine Burg Kunětická Hora anschloss. 1436 fielen die Königgrätzer in Sezemice ein und brannten den Ort als Rache für die bei Plačice erlittene schwere Niederlage nieder. In der zweiten Hälfte des 15. Jahrhunderts erhielt Heinrich der Ältere von Münsterberg die Herrschaft. In dieser Zeit muss auch die Erhebung zur Minderstadt erfolgte sein. 1488 verkaufte Heinrich von Münsterberg u. a. auch das Städtchen Sezemice an Jan Anděl von Ronovec (Jan Anděl z Ronovce). Von ihm erwarb Wilhelm II. von Pernstein 1491 den Besitz, der Sezemice mehrere Privilegien gewährte. Ihm folgte 1521 sein Sohn Vojtěch von Pernstein (1490–1534). Nachdem dieser ohne männliche Nachkommen verstorben war, trat sein Bruder Johann von Pernstein (1487–1548) 1534 das Erbe an. 1548 erbte Johanns Sohn Jaroslav die riesigen Besitzungen seines Vaters, musste jedoch wegen Überschuldung 1560 die Herrschaften Pardubice und Kunětická Hora an seinen Gläubiger Jan Kapoun Ritter von Svojkov verkaufen. Dieser verkaufte die Güter bereits 1561 an die Böhmische Kammer. 1570 und 1584 brannten große Teile des Städtchens nieder.
Während des Dreißigjährigen Krieges fielen 1623 kaiserliche Truppen auf dem Weg nach Ungarn in Sezemice ein. Sie plünderten und schossen die Brauerei und Teile des Städtchens in Brand. 1645 geschah dies erneut durch die Schweden unter Lennart Torstensson, die von Pardubice nach Königgrätz zogen. Sezemnice bestand 1667 aus 70 Häusern und hatte 339 Einwohner. 1701 vernichtete ein Feuer das Rathaus mit dem Archiv, die Fleischbänke, Brauerei, Schule und insgesamt 44 Häuser. 1716 brach der nächste Stadtbrand aus, und beim Feuer von 1732 wurden 47 Häuser am Großen und Kleinen Markt, darunter wiederum das Rathaus, die Brauerei und die Fleischbänke, zerstört. 1736 erlangte Sezemice eine eingeschränkte eigene Stadtgerichtsbarkeit. Während des Siebenjährigen Kriegs fielen die Preußen ein und gingen gegen einquartierte österreichische Soldaten vor. Nach ihnen brach eine vier Monate andauernde Pestepidemie aus, bei der die Hälfte der Bewohner verstarb. Im Jahre 1800 hatte das Städtchen 989 Einwohner und bestand aus 170 Häusern. Beim Ausbruch der Cholera im Jahre 1831 erwies sich der alte Friedhof an der Kirche als zu klein und es wurde ein neuer Friedhof oberhalb des Ortes angelegt. Im Jahr darauf brach ein verheerender viertägiger Stadtbrand aus, dem 200 Gebäude zum Opfer fielen. 1836 folgte ein weiterer Brand, der 34 Häuser zerstörte. Am 13. Februar 1839 wurde Sezemice zur Stadt erhoben.
Der letzte große Stadtbrand von 1840 legte 14 Gebäude in Schutt und Asche. Im Jahre 1843 bestand die Stadt aus 233 Häusern und hatte 1722 Einwohner. Nach der Aufhebung der Patrimonialherrschaften bildete Sezemice mit den Ortsteilen Počaply und Počapelské Chalupy ab 1850 eine Stadtgemeinde im Bezirk Pardubice. Im Jahre 1900 hatte die Stadt 2460 Einwohner. Neben zahlreichen Handwerksbetrieben bestanden die Brauerei, eine Stärkefabrik und eine Schuhfabrik. Zu Beginn des 20. Jahrhunderts wurde Počaply selbstständig.
Zwischen 1950 und 1960 gehörte die Stadt zum Okres Pardubice-okolí und seit 1961 wieder zum Okres Pardubice. Der Ortsteil Počaply gehört seit 1961 zu Sezemice. 1976 wurden Dražkov, Lukovna, Kladina, Velké Koloděje (mit Malé Koloděje) und Veská eingemeindet.

## Gemeindegliederung
Die Stadt Sezemice besteht aus den Ortsteilen Dražkov (Draschkau), Kladina, Koloděje (Kolodej), Lukovna (Lukowna), Počaply (Potschapl), Sezemice (Sezemitz) und Veská (Weska) sowie den Ortslagen Labská, Malé Koloděje (Klein Kolodej), Počapelské Chalupy (Potschapler Chaluppen) und Velké Koloděje (Groß Kolodej).

## Sehenswürdigkeiten
- Kirche der Hl. Dreifaltigkeit, die einstige gotische Pfarrkirche des erloschenen Zisterzienserinnenklosters Sezemice ist das einzig erhaltene Gebäude des Klosters. Die beiden dem hl. Antonius und der hl. Anna geweihten Seitenkapellen stammen aus dem 14. Jahrhundert. In der Annenkapelle befindet sich das Wappen Sezemas von Kostomlat, das auch die Linien der Drslavicí von Dobruška und Opočno trugen. Die Kirche erfuhr im 18. Jahrhundert eine barocke Umgestaltung. Die prunkvollen Deckenfresken des Kirchenschiffs schuf 1784 der Maler Josef Kramolín.
- hölzerner Glockenturm, der mächtige und 15 m hohe Turm in der Nachbarschaft der Kirche entstand im 16. Jahrhundert und besitzt einen achteckigen Grundriss.
- Wohnhaus Husově náměstí 92, das im 18. Jahrhundert errichtete Giebelhaus im Bauernbarockstil steht am Marktplatz und ist das älteste erhaltene Wohngebäude der Stadt
- Burg Kunětická Hora, nordwestlich der Stadt
- Aquädukte über die Zadní Lodrantka und die Barevna, südlich der Stadt, das erste beiden jeweils 13,2 m langen Wasserbauwerke entstand 1892 und leitet das Wasser des von der Loučná abgeleiteten Mühlgrabens über den Fluss Zadní Lodrantka nach Sezemice. Mit dem Ausbau der Barevna zu einem Klein Kolodejer Abzugsgraben wurde 1898 ein zweites Aquädukt errichtet. Dieses leitet den von der Novohradka abgeleiteten Kanal Zminka über die Barevna hinweg in die Loučná ein.
- Die neogotische Friedhofskapelle der Jungfrau Maria wurde 1902 auf dem Hügel Kozí vrch oberhalb der Stadt geweiht und war früher das Ziel von Kapellenwallfahrten.
- Statue des Hl. Johannes von Nepomuk, auf dem Markt
- Naturdenkmal Plänersandsteinbruch am Vesecký kopec, südlich der Stadt

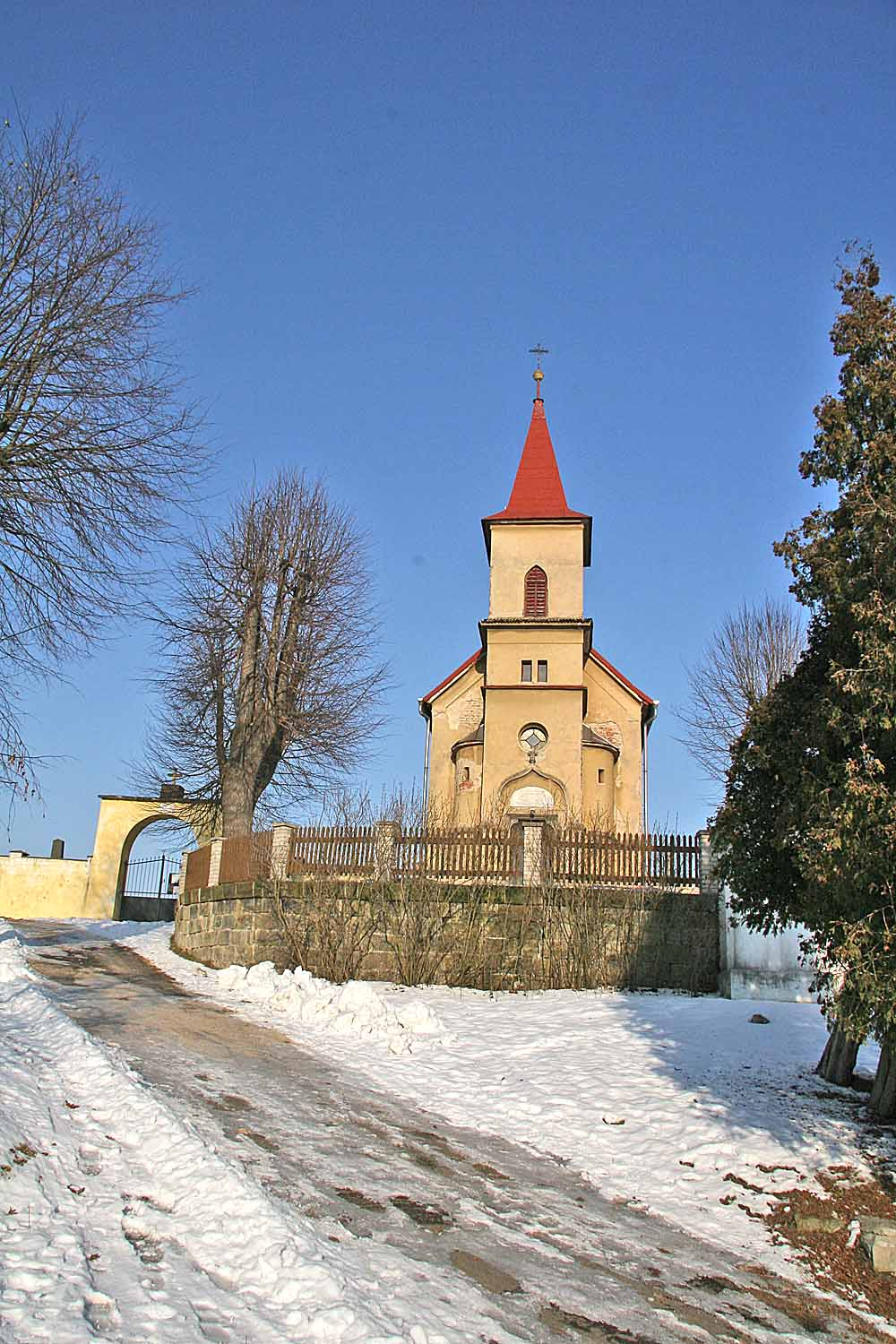
Kapelle der Jungfrau Maria
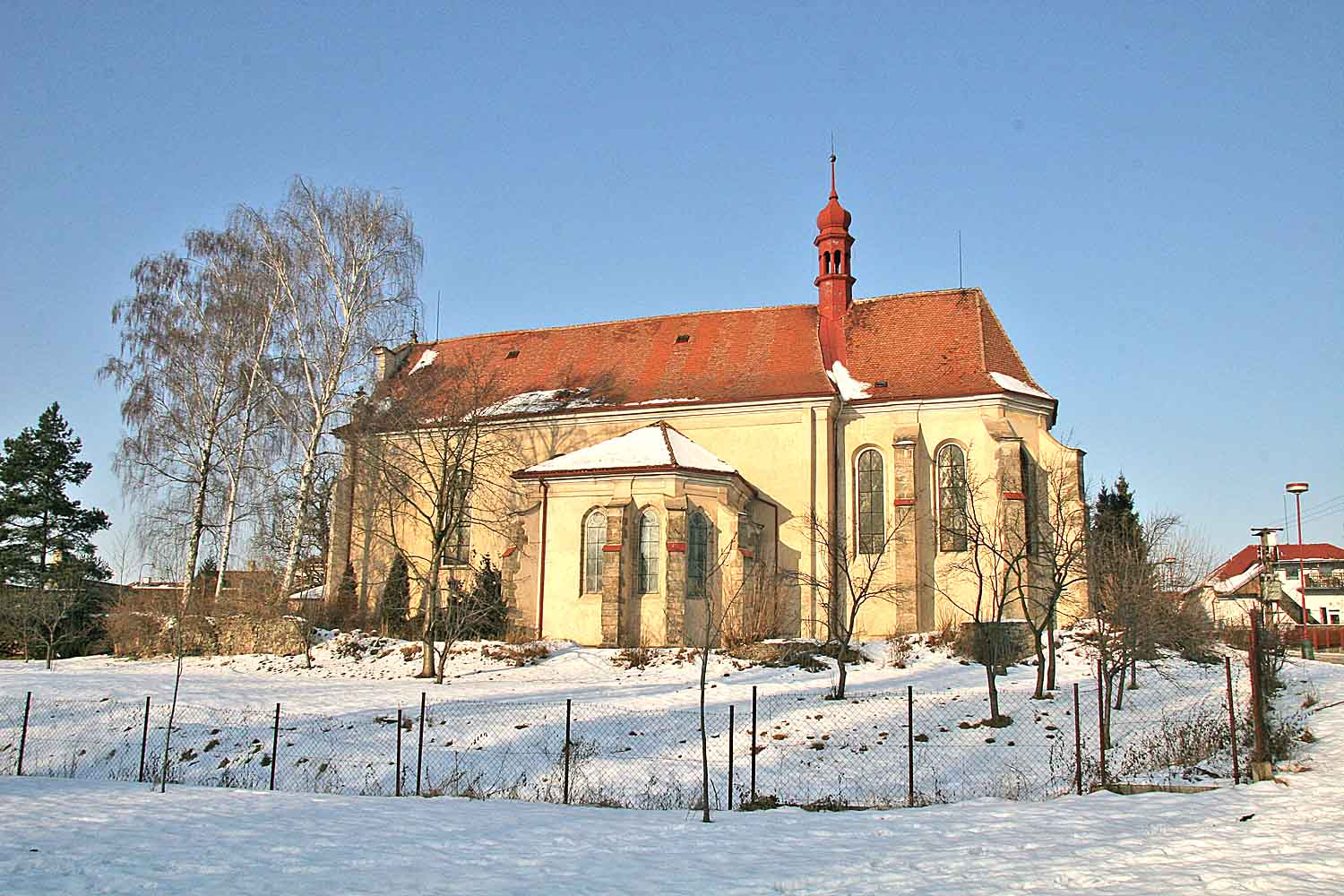
Kirche der hl. Dreifaltigkeit
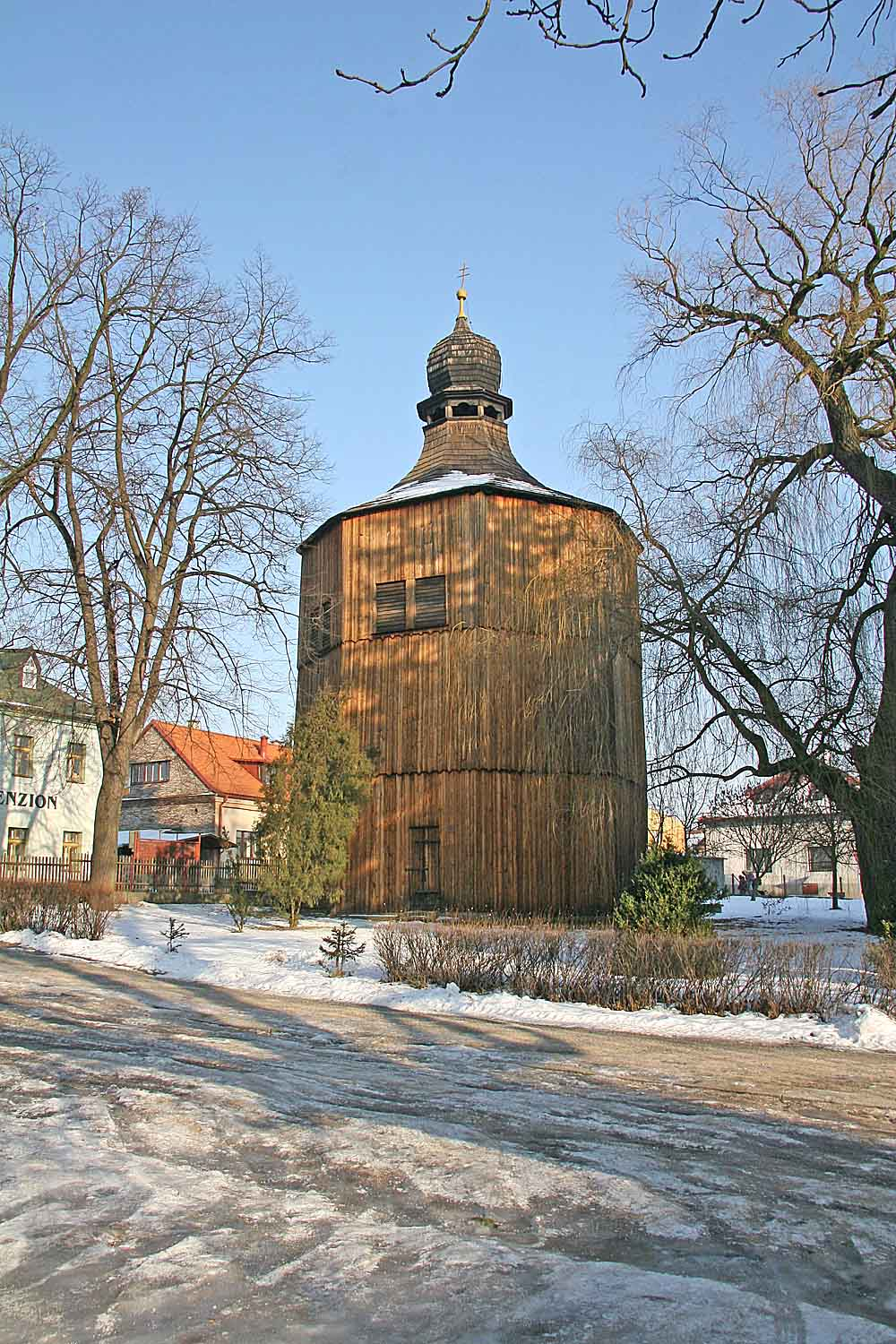
Glockenturm